# Illusione di frequenza
L'illusione di frequenza, nota anche come fenomeno Baader-Meinhof, è un pregiudizio cognitivo secondo cui, dopo aver notato qualcosa per la prima volta, si tende a notarla più spesso, portando a credere che ciò abbia un'elevata frequenza (una forma di bias di selezione). Si verifica quando una maggiore consapevolezza di qualcosa crea l'illusione che ciò appaia più spesso. In parole povere, l'illusione della frequenza si ha quando "un concetto o un qualcosa che hai appena scoperto sembra improvvisamente affiorare ovunque".
Il nome "fenomeno Baader-Meinhof" deriva da un particolare esempio di illusione di frequenza in cui è stato menzionato il gruppo Baader-Meinhof. In questo caso, fu notato da un uomo di nome Terry Mullen, che nel 1994 scrisse una lettera a una testata giornalistica in cui menzionava di aver sentito parlare per la prima volta del gruppo Baader-Meinhof e, poco dopo, si imbatté casualmente nel termine da un'altra fonte. Dopo la pubblicazione della storia, vari lettori inviarono lettere in cui descrivevano le proprie esperienze di eventi simili e come risultato fu coniato il termine "fenomeno Baader-Meinhof".
Il termine "illusione di frequenza", invece, è stato coniato nel 2006 da Arnold Zwicky, professore di linguistica alla Stanford University e alla Ohio State University. Arnold Zwicky considerava questa illusione un processo che coinvolge due preconcetti cognitivi: il pregiudizio di attenzione selettiva (notare le cose che sono salienti per noi e ignorare il resto) seguito da pregiudizi di conferma (cercare cose che supportano le nostre ipotesi ignorando potenziali controprove). È considerato per lo più innocuo, ma può causare un peggioramento dei sintomi nei pazienti con schizofrenia. L'illusione della frequenza può anche avere implicazioni legali, poiché i resoconti dei testimoni oculari e la memoria possono essere influenzati da questa illusione.